# Альварес, Хосе Мария
Хосе Мария Альварес (исп. José María Álvarez; 31 мая 1942, Картахена, Испания — 7 июля 2024, Картахена) — испанский поэт, писатель и переводчик.
Изучал философию и литературу в Университете Мурсии, философию в Сорбонне, затем историю и географию в высших учебных заведениях Испании.
Главным сочинением Хосе Марии Альвареса является цикл «Музей восковых фигур» (исп. Museo de cera), над которым он работал в течение многих лет.
Кроме того, им переведены на испанский язык романы Роберта Льюиса Стивенсона «Остров сокровищ» и «Уир Гермистон», «Зов предков» Джека Лондона, «Повесть о приключениях Артура Гордона Пима» Эдгара По, сонеты Уильяма Шекспира, собрания стихотворений Франсуа Вийона и Константина Кавафиса, отдельные стихотворения Т. С. Элиота, Фридриха Гёльдерлина, Владимира Маяковского («Флейта-позвоночник»).
В творчестве Хосе Марии Альвареса прослеживается ряд характерных тенденций для современной испанской поэзии. Герой его стихов не бунтарь, желающий изменить мир, но бонвиван и декадент. Его стихи часто открываются развёрнутым эпиграфом или несколькими, далее следует само стихотворение, в котором поэт пытается организовать хаос, чтобы объяснить непонятный ему мир.
Умер 7 июля 2024 года в Картахене после нескольких дней госпитализации в возрасте 82 лет.

## Семья
Первая жена — Элин Эли. От первого брака двое детей — Мигель (1964) и Рафаэль (1966). Вторая жена — Кармен Мари.